# WASP-104b
WASP-104b es un Júpiter caliente -un planeta gaseoso del tamaño de Júpiter- que se encuentra a 466 años luz de la Tierra en la constelación de Leo. Su particularidad es que es tan oscuro como el carbón. De hecho es así precisamente como lo describieron los investigadores de la Universidad de Keele (Reino Unido) en la revista arxiv.org a mediados de abril de 2018. No obstante, WASP-104b fue descubierto en 2014 como parte del proyecto Wide Angle Search for Planets, aunque en aquel momento se creyó que se trataba de un gigante gaseoso bastante típico y que solo desentonaba del reto de "Júpiter calientes por la velocidad de su órbita". Fue después cuando el telescopio espacial Kepler permitió observar sus particularidades con mayor detenimiento. Y es que se dice que solo hay dos planetas más oscuros que él: el TrES-2b, y el WASP-12b, con cuya reflectancia ha sido comparado.
Se trata de un gigante que orbita alrededor de su estrella una vez cada 1,75 días y que se encuentra prácticamente a oscuras no obstante su cercanía al Sol. En concreto absorbe entre el 97% y 99% de la luz visible. La explicación es sencilla: el planeta se encuentra compuesto por sodio y potasio (los responsables de esta absorción lumínica). Además, precisamente su cercanía al Sol sitúan su superficie a una temperatura que supera los 1.200 grados centígrados; una radiación que también ha fulminado su atmósfera y nubes y lo ha envuelto en brumas.
Aunque se encuentra a oscuras ha sido descubierto a partir de su sombra. Y es que cuando un astro cruza por delante de su estrella, tapa u oculta una pequeña parte de su luz y, consecuentemente, muestra su forma. Esto se llama método de tránsito y, en resumen, consiste en observar y medir cuánto se atenúa una estrella a medida que un planeta transita por ella.
A pesar de su oscuridad y si pudiéramos verlo con nuestros propios ojos, no veríamos a un planeta completamente negro, sino que observaríamos uno con destellos púrpuras y rojizos. Unas estimaciones que los investigadores esperan que revele la próxima generación de telescopios -se esperan hacia 2020-, unos aparatos que tendrán la sensibilidad para captar estos matices comentados.